# Robert Malerne et Cie
La maison Robert Malerne et Cie ou Robert Malerne et Compagnie est une manufacture d'instruments de musique de la famille des bois installée à La Couture-Boussey, connu essentiellement pour ses hautbois et clarinettes. Les instruments étaient essentiellement distribués aux États-Unis par le distributeur Carl Fischer Music (en) installé à New-York. 
Vers 1975, les ateliers ont été repris par les établissements Strasser Marigaux Lemaire (SML).

## Histoire
Robert Malerne, né le 25 septembre 1893 à Chambray (Eure), est le fils d'un chef de gare et d'une mère couturière.
En 1911, il est employé et domicilié dans la maison Georges Leblanc. Il joue de la clarinette dans l'harmonie de La Couture-Boussey comme beaucoup de luthiers de la région.
Il est luthier en son nom propre en 1921 et travaille chez Robert Siour en 1926.
Robert Malerne est apporteur-fondateur de la société Siour et Beaugnier (Robert Siour et Emilien Beaugnier) en août 1929.
Pendant la Grande Dépression, il installe son atelier de facture d'instruments à La Couture-Boussey vers la fin de l’année 1931. Il reprend les activités de Louis Léon Lebret (1888-1932), médaille d’Or (Exposition internationale de Bruxelles de 1897) et ancien ouvrier de Louis Lot, qui avait déménagé son établissement à La Couture-Boussey le 8 mai 1930. 
La fabrique de hautbois, hautbois d'amour, cor anglais, flûtes, piccolos, saxophones, clarinettes et clarinettes basse comptera une centaine de salariés. 
Robert Malerne a connu Djalma Julliot et travaillé à la même époque que Georges et Léon Leblanc, Eugène Lorée, Marigaux et Lemaire.
La maison "Robert Malerne et Cie" dispose d'un magasin de vente à Paris (au 16, Avenue Hoche).
Les instruments de la maison Robert Malerne sont généralement reconnus de bonne facture par les collectionneurs.
La société "Robert Malerne et Cie", comme la maison Leblanc, offre chaque année des instruments aux enfants méritants de la commune.
En 1975, il revend son atelier aux établissements Strasser Marigaux Lemaire. 
Il décède le 23 juin 1978 à Breteuil-sur-Iton (Eure).

## Hautbois, cor anglais
Il fabrique de nombreux hautbois de qualité variable sous forme de modèles "stencil" pour des distributeurs aux Etats-Unis. On notera les modèles distribués sous le nom « LaMarque » aux USA toujours présents sur le marché de l'occasion.
Les cors anglais de Robert Malerne sont reconnus de bonne qualité par les musiciens. 
« I usually refer to Malerne English horns as the "Mercedes Benz" of English horns. »
— Peter Hurd

« Je me réfère généralement aux cors anglais de chez Malerne comme à la "Mercedes Benz" des cors anglais. »
Après le rachat de la maison Malerme en 1975, SML Marigaux utilisera le modèle de cor anglais Malerne comme base pour le modèle Marigaux.

## Clarinette

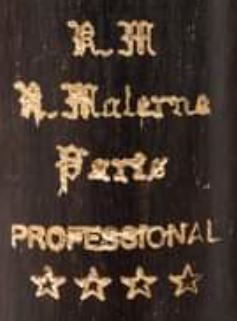
logogramme d'une clarinette modèle "Professional" Robert Malerne

Il offre plusieurs gammes d'instruments: Malerne Standard (pas d'étoile, instrument d'étude), Malerne Intermediate (3 étoiles) et Malerne Professional (4 étoiles).
Il fabrique des modèles de clarinette stencil pour Conns, Olds, Linton, Evette (modèle d'étude Buffet), Evette et Schaeffer (moyen de gamme Buffet), Selmer UK et bien d'autres (magasin Sears…).
La maison Malerne produit des modèles très simples sans vis de réglage à des modèles plus complexes à 6 anneaux, 7 anneaux et Full-Boehm et en différents matériaux: ébonite, ébène, palissandre. Les tenons peuvent être chemisés en métal.
L'abondance de la production dessert ces instruments chez les collectionneurs en dépit de leur qualité musicale.
On retrouve toute la gamme des clarinettes jusqu'à l'alto et la basse (clé à simple registre).
Malerne a fabriqué divers modèles de clarinettes basse et contrebasse pour Linton aux États-Unis. 
Les modèles anciens de clarinettes basses Malerne sont fabriqués en bois avec un corps en deux parties et disposent d'un bocal à tenon en liège d'une seule pièce, comme beaucoup de modèles d'étude de cette époque. Ces bocals oscillent excessivement lorsqu'ils sont tirés pour des raisons d'accordage. Une double coupelle de fa et de do est généralement présente. À partir des années 1960, les nouveaux modèles de clarinette basses sont réalisées en bakélite avec un corps en une seule pièce et sont plus lourds. Leur sonorité est également différente.
Les clarinettes basses Malerne ne disposent généralement que d'une seule clé de registre et disposent d'une clé de mi bémol grave et également d'une clé de renvoi à l'auriculaire gauche du sol /ré . Elles sont également équipées de deux anneaux  pour aider à porter l'instrument à l'aide d'un cordon. Le système de serrage de la pique à deux vis est installé sur le corps et non sur le pavillon. Il existe des modèles monocorps ou avec deux corps plus faciles à transporter en malette.

## Galerie
|                                                                                                   |
| Logogramme - corps du haut - clarinette en si bémol dans son étui - R. Malerne modèle "standard". |

| |
| Clarinette en si bémol dans son étui - R. Malerne modèle "standard", système Boehm, clétage nickelé, 2ème moitié du XXe siècle. |